# Ecuación de Pell

Ecuación de Pell para n = 2 y seis de sus soluciones enteras.

Una ecuación de Pell es una ecuación diofántica de la forma:

{\displaystyle x^{2}-n\,y^{2}=1}

Donde n es un número entero. 
La pregunta de la existencia de soluciones no triviales (diferentes de x=1 y y=0) de esta ecuación fue resuelta, con una respuesta pesimista para todo n cuadrado perfecto. Para n no cuadrado perfecto existen infinitas soluciones.

## Historia
Las primeras ecuaciones tipo Pell se estudiaron hacia el año 400 a. C. por los griegos e indios. Estaban interesados en principio en la ecuación con n = 2

{\displaystyle x^{2}-2\,y^{2}=1}

ya que la equivalencia de esta con la ecuación {\displaystyle {\dfrac {x^{2}-1}{y^{2}}}=2} muestra que si x, y son soluciones positivas, entonces {\displaystyle {\dfrac {x}{y}}} es una aproximación de {\displaystyle {\sqrt {2}}}. Cuanto mayores sean x y y, mejor será la aproximación.
Estas ecuaciones fueron estudiadas ya por Arquímedes, de manera indirecta, al resolver el problema de las reses del sol. Aunque el matemático que trabajó formalmente en ellas fue Bhaskara I en el siglo VII. Por ejemplo, planteó el problema: 

"Dime, Oh matemático, cuál es el cuadrado que multiplicado por 8 se convierte - junto con la unidad - en un cuadrado?"

En notación moderna, preguntó por las soluciones de la ecuación de Pell x2 - 8y2=1. Tiene la solución fundamental x = 3, y = 1, o acortado (x,y) = (3,1), a partir de las cuales se pueden construir más soluciones, por ejemplo, (x,y) = (17,6).

### Brahmagupta
La construcción se da gracias a los trabajos de Brahmagupta en el siglo VII con la ayuda de la identidad que lleva su nombre. En su forma general se ve así:

{\displaystyle (x_{1}^{2}-n\,y_{1}^{2})(x_{2}^{2}-n\,y_{2}^{2})=(x_{1}x_{2}+n\,y_{1}y_{2})^{2}-n\,(x_{1}y_{2}+x_{2}y_{1})^{2}=(x_{1}x_{2}-n\,y_{1}y_{2})^{2}-n\,(x_{1}y_{2}-x_{2}y_{1})^{2}}

Así, si {\displaystyle (x_{1},y_{1},k_{1})} y {\displaystyle (x_{2},y_{2},k_{2})} son soluciones de {\displaystyle x^{2}-m\,y^{2}=k} se pueden componer las dos triplas para generar las nuevas triplas {\displaystyle (x_{1}x_{2}+n\,y_{1}y_{2}),(x_{1}y_{2}+x_{2}y_{1}),k_{1}k_{2})} y {\displaystyle (x_{1}x_{2}-n\,y_{1}y_{2}),(x_{1}y_{2}-x_{2}y_{1}),k_{1}k_{2})}. De esta forma a partir de soluciones de la ecuación de Pell se obtienen nuevas soluciones. Brahmagupta mostró además que si la ecuación {\displaystyle x^{2}-n\,y^{2}=k} tiene soluciones para {\displaystyle k=\pm 1,\pm 2,\pm 4} entonces la ecuación de Pell {\displaystyle x^{2}-n\,y^{2}=1} tiene soluciones. Sin embargo, no pudo desarrollar un método para solucionarla con n arbitrario.

### Bhaskara II
En el siglo XII Bhaskara II usó la identidad de Brahmagupta para crear un método que permitiría solucionar de manera general la ecuación de Pell. El llamado método de chakravala comienza con un tripla {\displaystyle (a,b,k)} y la compone con la tripla trivial {\displaystyle (m,1,m^{2}-n)} para obtener {\displaystyle (am+nb,a+bm,k(m^{2}-n))}. Esta última se puede reducir por el Lema de Bhaskara a:

{\displaystyle \left({\dfrac {am+nb}{k}},{\dfrac {a+bm}{k}},{\dfrac {m^{2}-n}{k}}\right)}

Si m se escoge de tal manera que {\displaystyle {\dfrac {a+bm}{k}}} sea entero, entonces los otros dos números de la tripla también lo son. El método escoge entonces un tal m que minimice {\displaystyle |m^{2}-n|} y procede a repetirse con los nuevos valores encontrados. Lagrange probó en 1768 que este método siempre termina en una solución con k=1, es decir, con una solución a la ecuación de Pell para n arbitrario.
La denominación actual proviene de un error de Euler, quien atribuyó a John Pell (1610-1685) el estudio profundo de estas ecuaciones, cuando realmente fue William, Vizconde de Brouncker (c. 1620-1684) el matemático que realizó el trabajo. Aunque Brouncker utilizó fracciones continuas y obtuvo soluciones fue Lagrange el matemático que demostró que tenía infinitas soluciones y pulió el método de la fracción continua.
Aunque esta ecuación se considera resuelta, no es posible decir que el problema haya sido solucionado exhaustivamente. Existen algunas dificultades. El hallazgo de soluciones se basa en el estudio de las unidades en el anillo {\displaystyle \mathbb {Z} {[{\sqrt {n}}]}}, íntimamente ligado al cuerpo cuadrático {\displaystyle {\mathbb {Q} ({\sqrt {n}})}} o al desarrollo en fracción continua de {\displaystyle {\sqrt {n}}}.

## Existencia de soluciones

### El anilloZ[n]{\displaystyle \mathbb {Z} {[{\sqrt {n}}]}}
Considere el conjunto

{\displaystyle \mathbb {Z} \left[{\sqrt {n}}\right]=\{a+b{\sqrt {n}}:a,b\in \mathbb {Z} \}}

con las operaciones heredadas de {\displaystyle \mathbb {R} }. Éste resulta ser un anillo y, si {\displaystyle {\sqrt {n}}} es irracional, una extensión propia de {\displaystyle \mathbb {Z} }. La ventaja de trabajar en este anillo, es que la ecuación de Pell se puede factorizar de manera conveniente como

{\displaystyle x^{2}-ny^{2}=(x-y\,{\sqrt {n}})(x+y\,{\sqrt {n}})=1}

Con esta factorización se puede ver fácilmente que Si n es un cuadrado perfecto, la ecuación no tiene soluciones diferentes a la solución trivial. Basta ver entonces, el caso en el que n no sea un cuadrado perfecto.
Para n no cuadrado perfecto, se define sobre {\displaystyle \mathbb {Z} \left[{\sqrt {n}}\right]} la norma 

{\displaystyle N(a+b{\sqrt {n}})=(a+b{\sqrt {n}})(a-b{\sqrt {n}})}

Esta norma tiene propiedades interesantes, similares al caso de los números complejos. Por ejemplo, el hecho de ser multiplicativa, es decir para {\displaystyle \alpha ,\beta \in \mathbb {Z} \left[{\sqrt {n}}\right]}, {\displaystyle N(\alpha \beta )=N(\alpha )N(\beta )}. Esta propiedad es útil, pues con ella se puede reescribir el problema dado por la ecuación de Pell como encontrar {\displaystyle \alpha \in \mathbb {Z} \left[{\sqrt {n}}\right]} tal que {\displaystyle N(\alpha )=1}.

### Existencia de una solución de la ecuación de Pell

#### Paso 1
Aplicando el Teorema de aproximación de Dirichlet para {\displaystyle \alpha ={\sqrt {n}}} y un entero B obtenemos que existen {\displaystyle a_{1}} y {\displaystyle b_{1}} tales que:
{\displaystyle \left|a_{1}-b_{1}{\sqrt {n}}\right|<{\dfrac {1}{B}}<{\dfrac {1}{b_{1}}}}.
Podemos escoger entonces una sucesión {\displaystyle ...>B_{k}>B_{k-1}>...>B_{2}>B_{1}}, que da lugar a sucesiones {\displaystyle \{a_{k}\}} y {\displaystyle \{b_{k}\}} tales que para cada {\displaystyle i} se cumple:
{\displaystyle {\dfrac {1}{B_{i}+1}}<\left|a_{i}-b_{i}{\sqrt {n}}\right|<{\dfrac {1}{B_{i}}}<{\dfrac {1}{b_{i}}}}

#### Paso 2
Note que si {\displaystyle \left|a-b{\sqrt {n}}\right|<{\dfrac {1}{b}}} su norma es acotada por una constante fija, pues:
{\displaystyle \left|a+b{\sqrt {n}}\right|\leq \left|a-b{\sqrt {n}}\right|+\left|2b{\sqrt {n}}\right|\leq 1+\left|2b{\sqrt {n}}\right|\leq 3b{\sqrt {n}}}, 
{\displaystyle \left|a^{2}-nb^{2}\right|\leq 3{\sqrt {n}}}.
En particular esto se tiene para la sucesión anterior, luego existen infinitos números que cumplen que su norma es acotada por {\displaystyle 3{\sqrt {n}}}

#### Paso 3
Utilizando el Principio del palomar (versión infinita) se ve fácilmente que deben existir infinitos números {\displaystyle a-b{\sqrt {n}}} con la misma norma {\displaystyle N\leq 3{\sqrt {n}}}, que además cumplen {\displaystyle a\equiv a_{0}} mod N y {\displaystyle b\equiv b_{0}} mod N para algunos {\displaystyle a_{0},b_{0}<N}. Note que {\displaystyle N\neq 0}, pues 0 es el único número de norma 0

#### Paso 4
En particular, tenemos que existen dos números {\displaystyle a_{1}-b_{1}{\sqrt {n}}} y {\displaystyle a_{2}-b_{2}{\sqrt {n}}} que cumplen lo anterior. Entonces una solución al problema de Pell está dada por: 
{\displaystyle a+b{\sqrt {n}}={\frac {a_{1}+b_{1}{\sqrt {n}}}{a_{2}+b_{2}{\sqrt {n}}}}}.
Es fácil mostrar que efectivamente es solución, utilizando el hecho de que la norma es multiplicativa.

Además, dicha solución es no trivial pues {\displaystyle a_{1}+b_{1}{\sqrt {n}}\neq a_{2}+b_{2}{\sqrt {n}}}.

### El grupo de soluciones
{\displaystyle U=\{\alpha :N(\alpha )=1\}} es un grupo con el producto del anillo {\displaystyle \mathbb {Z} \left[{\sqrt {n}}\right]}. Los elementos de U son llamados unidades, ya que U también se puede ver como el conjunto de los invertibles de {\displaystyle \mathbb {Z} \left[{\sqrt {n}}\right]}.

#### La unidad fundamental
Sea {\displaystyle \zeta =x+y\,{\sqrt {n}}} el menor número (con el orden usual en {\displaystyle \mathbb {R} }) tal que {\displaystyle \zeta \in U} y {\displaystyle x,y>0}. Dicho número existe por la existencia de soluciones no triviales de la ecuación de Pell, y porque {\displaystyle \mathbb {Z} \left[{\sqrt {n}}\right]} es discreto. Además el grupo {\displaystyle U} es generado por {\displaystyle \zeta } y -1.
De esta manera si {\displaystyle \zeta =x+y\,{\sqrt {n}}}, todas las soluciones positivas de la ecuación de Pell son de la forma {\displaystyle \zeta ^{m}=(x+y\,{\sqrt {n}})^{m}} para cada {\displaystyle m\in \mathbb {N} }. Esto prueba además la existencia de infinitas soluciones de la ecuación de Pell para n no cuadrado perfecto